# Camila Cabello
Karla Camila Cabello Estrabao (Cojímar, 3 maart 1997), is een Cubaans-Mexicaans-Amerikaanse zangeres en songwriter. Van 2012 tot 2016 maakte ze deel uit van de meidengroep Fifth Harmony, waarmee ze een ep en twee studioalbums uitbracht. In december 2016 werd haar vertrek aangekondigd en begon zij aan haar solocarrière. Haar eerste solo-album, Camila, kwam uit in 2018, en eind 2019 werd haar tweede album Romance uitgebracht. Haar derde album Familia werd in 2022 uitgebracht.

## Biografie

### 1997-2012: jeugd en begin loopbaan
Cabello werd geboren in het oosten van Havana, Cuba. Haar moeder is Sinuhe Estrabao, een Cubaanse, en haar vader is Alejandro Cabello, een Mexicaan die naar Cuba emigreerde. Ze heeft een jongere zus, Sofia. Het gezin verhuisde tijdens Cabello's vroege jeugd constant tussen Mexico-Stad en Havana, tot ze op haar vijfde naar Miami verhuisde met haar moeder. Haar vader kon niet meteen een verblijfsvergunning krijgen en volgde hen pas 18 maanden later. Toen ze op de middelbare school school zat, vertelde Cabello haar ouders dat ze aan het televisie- talentenjachtprogramma The X Factor wilde meedoen.

### 2012-2016: deelname aan X-Factor en Fifth Harmony

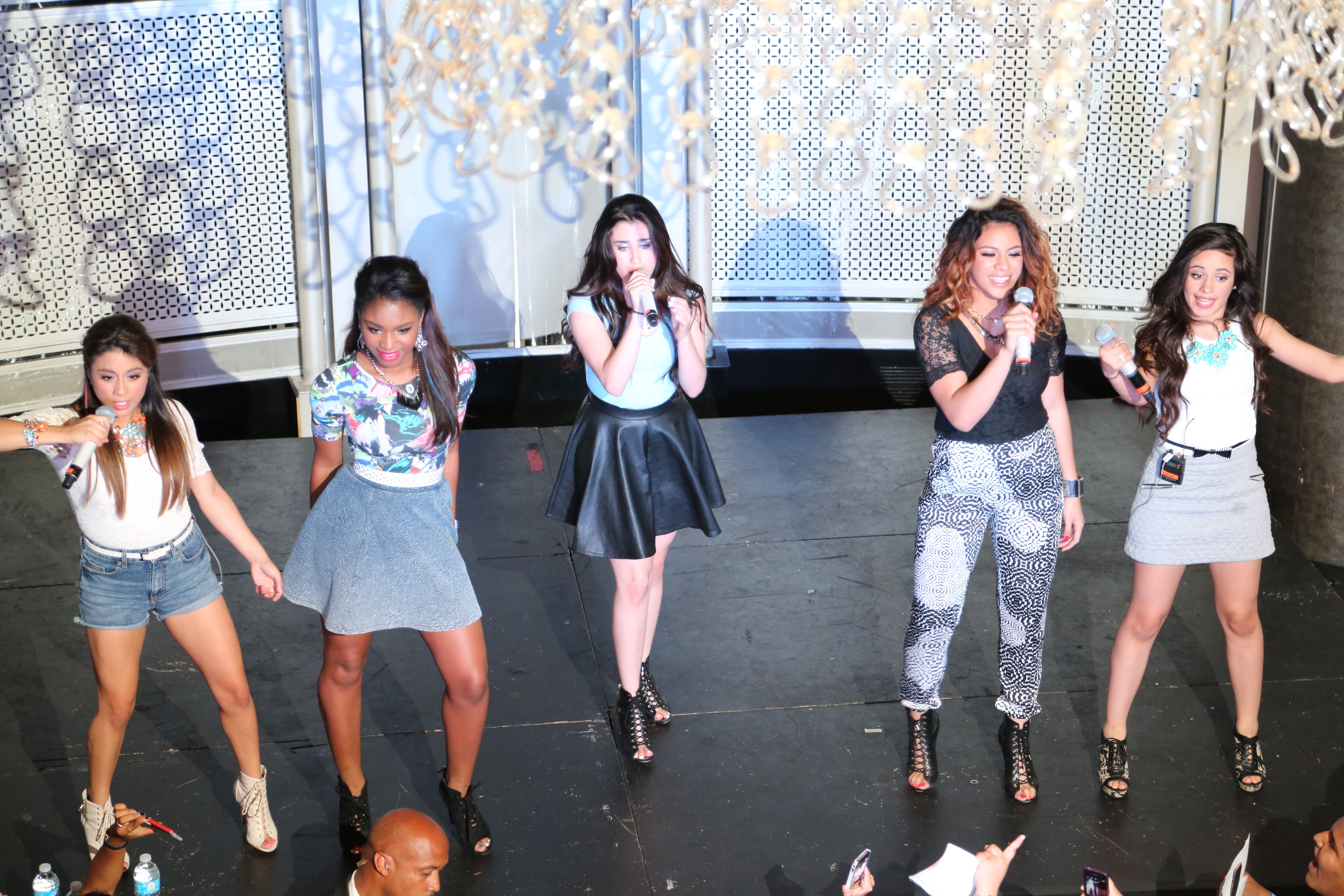
Camila Cabello (rechts) in 2013, samen met Fifth Harmony.

Camila Cabello deed auditie voor The X Factor in 2012. Nadat ze tijdens het "bootcampgedeelte" van het proces was afgewezen, werd ze teruggeroepen door de juryleden, samen met vier andere vrouwelijke deelnemers van het programma (Lauren Jauregui, Ally Brooke, Normani Kordei en Dinah Jane). Dit was om een meidengroep te vormen, wat uiteindelijk resulteerde in de groep Fifth Harmony. De groep haalde de derde plek in de talentenjacht.
Hierna bracht de groep in 2013 de ep Better together uit. Dit album piekte op de zesde plaats in de Billboard 200, de officiële Amerikaanse albumlijst. De groep brak wereldwijd door met het nummer Worth it uit 2015, dat in veel landen de top 20 haalde. Een nog groter succes was Work from Home uit 2016, dat in Nederland in zowel de Nederlandse Top 40 als de Nederlandse Single Top 100 zelfs de eerste plaats behaalde. In veel andere landen haalde het nummer de top 10.
In 2015 bracht Cabello met Shawn Mendes het nummer I know what you did last summer uit, dat ze samen hadden geschreven. Het werd begin 2016 een hit. Het bereikte de twaalfde positie in de Nederlandse Top 40. Ook zong Cabello het refrein en de brug in het nummer Bad Things van rapper Machine Gun Kelly. Dit is in de Verenigde Staten haar grootste hit geworden. Het bereikte nummer 4 in de Billboard Hot 100. Ze heeft aan beide nummers meegeschreven.

### 2016-2018: Camila
Op 18 december 2016 werd via sociale media bekendgemaakt dat Cabello Fifth Harmony had verlaten. Ze begon vervolgens een solocarrière.
Op 6 april 2017 kwam de single Hey ma uit, die Cabello samen met Pitbull en J Balvin zong voor de soundtrack van de film The Fate of the Furious. Ook zong zij samen met het duo Grey de single Crown in voor de soundtrack van de Netflix-film Bright.
Op 12 januari 2018 verscheen Cabello's eerste studioalbum, Camila, dat op nummer 1 in de Billboard 200 binnenkwam. In die week behaalde ze met haar hit Havana ook de nummer 1-positie in de Billboard Hot 100. De single stond wekenlang in de Vlaamse (40 weken) en Nederlandse hitlijst, en werd in België bekroond met dubbelplatina.
In 2018 was Camila samen met Charli XCX het voorprogramma van de Amerikaanse zangeres Taylor Swift tijdens diens Reputation Stadium Tour. Camila ging ook zelf op tournee om haar debuutalbum te promoten met de Never Be The Same Tour. Er waren shows in Noord- en Zuid-Amerika en in Europa.
Op zaterdag 28 mei 2022 was Camila de openingsact van de UEFA Champions leaugue in Parijs.

### 2019 - heden: Romance
Op 21 juni 2019 verscheen Señorita, een nieuwe samenwerking met Shawn Mendes. Het nummer werd een nummer 1-hit in de Verenigde Staten, Australië, Nederland en nog een twintigtal andere landen.
Op 5 september 2019 bracht de zangeres twee nieuwe nummers uit Liar en Shameless. Beide singles maken deel uit van haar tweede album Romance.
In oktober bracht ze nog Cry For Me en Easy uit, 'Living proof' volgde een maand later.
Op 28 november kondigde ze de tracklist van haar nieuwe album 'Romance' aan. Alsook de wereldtourneedata van dit album werden eerder in november aangekondigd.
In 2021 speelde Camila de hoofdrol in de musicalfilm Cinderella.

### Privéleven
Van juli 2019 tot november 2021 had Cabello een relatie met Shawn Mendes.

## Discografie

### Albums
| Album met eventuele hitnotering(en) in de Nederlandse Album Top 100 | Datum van verschijnen | Datum van binnenkomst | Hoogste positie | Aantal weken | Opmerkingen |
| ------------------------------------------------------------------- | --------------------- | --------------------- | --------------- | ------------ | ----------- |
| Camila                                                              | 2018                  | 20-01-2018            | 1(1wk)          | 42           |             |
| Romance                                                             | 06-12-2019            | 14-12-2019            | 8               | 19           |             |
| Familia                                                             | 08-04-2022            | 16-04-2022            | 9               | 20           |             |

| Album met hitnotering(en) in de Vlaamse Ultratop 200 albums | Datum van verschijnen | Datum van binnenkomst | Hoogste positie | Aantal weken | Opmerkingen |
| ----------------------------------------------------------- | --------------------- | --------------------- | --------------- | ------------ | ----------- |
| Camila                                                      | 12-01-2018            | 20-01-2018            | 3               | 48           |             |
| Romance                                                     | 06-12-2019            | 14-12-2019            | 16              | 18           |             |
| Familia                                                     | 08-04-2022            | 16-04-2022            | 21              | 6            |             |

### Singles
| Single met eventuele hitnotering(en) in de Nederlandse Top 40 | Datum van verschijnen | Datum van binnenkomst | Hoogste positie | Aantal weken | Opmerkingen                                                         |
| ------------------------------------------------------------- | --------------------- | --------------------- | --------------- | ------------ | ------------------------------------------------------------------- |
| I Know What You Did Last Summer                               | 2015                  | 23-01-2016            | 12              | 16           | met Shawn Mendes / Nr. 17 in de Single Top 100 / Alarmschijf        |
| Bad Things                                                    | 2016                  | 07-01-2017            | 13              | 11           | met Machine Gun Kelly / Nr. 15 in de Single Top 100 / Alarmschijf   |
| Hey Ma                                                        | 2017                  | 10-03-2017            | -               |              | met Pitbull & J Balvin / Nr. 92 in de Single Top 100                |
| Crying in the Club                                            | 2017                  | 19-05-2017            | tip6            | -            | Nr. 54 in de Single Top 100                                         |
| Know No Better                                                | 2017                  | 17-06-2017            | 16              | 19           | met Major Lazer, Quavo & Travis Scott / Nr. 27 in de Single Top 100 |
| Havana                                                        | 2017                  | 02-09-2017            | 2               | 33           | met Young Thug / Nr. 5 in de Single Top 100                         |
| Real Friends                                                  | 2017                  | -                     |                 |              | Nr. 64 in de Single Top 100                                         |
| Never Be the Same                                             | 2017                  | 27-01-2018            | tip2            | -            | Nr. 27 in de Single Top 100                                         |
| She Loves Control                                             | 2018                  | -                     |                 |              | Nr. 81 in de Single Top 100                                         |
| Beautiful                                                     | 2018                  | 18-08-2018            | tip9            | -            | met Bazzi / Nr. 73 in de Single Top 100                             |
| Señorita                                                      | 21-06-2019            | 29-06-2019            | 1(12wk)         | 22           | met Shawn Mendes / Alarmschijf                                      |
| Liar                                                          | 2019                  | 07-09-2019            | 6               | 21           | Alarmschijf                                                         |
| South of the Border                                           | 2019                  | 19-10-2019            | 9               | 18           | met Ed Sheeran & Cardi B                                            |
| My Oh My                                                      | 2020                  | 04-01-2020            | 16              | 10           | met DaBaby / Alarmschijf                                            |
| Don't Go Yet                                                  | 23-07-2021            | 30-07-2021            | 10              | 13           |                                                                     |
| Oh Na Na                                                      | 2021                  | 30-10-2021            | tip26           | 3            | met Myke Towers & Tainy                                             |
| Bam Bam                                                       | 2022                  | 05-03-2022            | 2               | 25           | met Ed Sheeran / Alarmschijf                                        |
| Mon amour                                                     | 2022                  | 30-07-2022            | tip9            | 6            | met Stromae                                                         |
| I Luv It                                                      | 2024                  | 30-03-2024            | tip21           | 3            | met Playboi Carti                                                   |

| Single met hitnotering(en) in de Vlaamse Ultratop 50 | Datum van verschijnen | Datum van binnenkomst | Hoogste positie | Aantal weken | Opmerkingen                                              |
| ---------------------------------------------------- | --------------------- | --------------------- | --------------- | ------------ | -------------------------------------------------------- |
| I Know What You Did Last Summer                      | 20-11-2015            | 12-03-2016            | 21              | 10           | met Shawn Mendes                                         |
| Bad Things                                           | 14-10-2016            | 31-12-2016            | 23              | 11           | x Machine Gun Kelly                                      |
| Hey Ma                                               | 10-03-2017            | 25-03-2017            | tip8            |              | met Pitbull & J Balvin                                   |
| Know No Better                                       | 02-06-2017            | 17-06-2017            | 37              | 11           | met Major Lazer, Travis Scott & Quavo                    |
| Crying in the Club                                   | 19-05-2017            | 15-07-2017            | 43              | 3            |                                                          |
| OMG                                                  | 05-08-2017            | 12-08-2017            | tip             | -            | met Quavo                                                |
| Havana                                               | 04-08-2017            | 23-09-2017            | 2(2wk)          | 40           | met Young Thug / 2x Platina / Nr. 1 in de Radio 2 Top 30 |
| Never Be the Same                                    | 08-12-2017            | 16-12-2017            | tip1            | -            |                                                          |
| Real Friends                                         | 08-12-2017            | 23-12-2017            | tip20           | -            |                                                          |
| Sangria Wine                                         | 18-05-2018            | 02-06-2018            | 45              | 1            | x Pharrell Williams                                      |
| Beautiful                                            | 03-08-2018            | 11-08-2018            | tip4            | -            | met Bazzi                                                |
| Real Friends                                         | 17-08-2018            | 25-08-2018            | tip             | -            | met Swae Lee                                             |
| Consequences                                         | 12-10-2018            | 27-10-2018            | tip21           | -            |                                                          |
| Find U Again                                         | 31-05-2019            | 08-06-2019            | tip29           | -            | met Mark Ronson                                          |
| Señorita                                             | 21-06-2019            | 29-06-2019            | 2(8wk)          | 34           | met Shawn Mendes / Platina / Nr. 1 in de Radio 2 Top 30  |
| Shameless                                            | 05-09-2019            | 14-09-2019            | tip15           | -            |                                                          |
| Liar                                                 | 04-09-2019            | 21-09-2019            | 28              | 16           |                                                          |
| Cry for Me                                           | 04-10-2019            | 12-10-2019            | tip             | -            |                                                          |
| Easy                                                 | 11-10-2019            | 19-10-2019            | tip             | -            |                                                          |
| South of the Border                                  | 27-09-2019            | 23-11-2019            | 36              | 10           | met Ed Sheeran & Cardi B                                 |
| Living Proof                                         | 22-11-2019            | 14-12-2019            | tip             | -            |                                                          |
| My Oh My                                             | 06-12-2019            | 11-01-2020            | 31              | 15           | met DaBaby                                               |
| The Christmas Song                                   | 07-12-2020            | 12-12-2020            | tip7            | -            | + Shawn Mendes                                           |
| Don't Go Yet                                         | 23-07-2021            | 31-07-2021            | 11              | 20           | Nr. 12 in de Radio 2 Top 30                              |
| Bam Bam                                              | 04-03-2022            | 12-03-2022            | 7               | 32           | met Ed Sheeran / Nr. 6 in de Radio 2 Top 30              |

### NPO Radio 2 Top 2000
| Nummers met noteringen in de NPO Radio 2 Top 2000 | '18  | '19  | '20  |
| ------------------------------------------------- | ---- | ---- | ---- |
| Havana (met Young Thug)                           | 1423 | 1792 | -    |
| Señorita (met Shawn Mendes)                       | ×    | -    | 1563 |

1. ↑  Een '-' betekent dat het nummer niet was genoteerd, een '×' betekent dat het nummer nog niet was uitgebracht en een vetgedrukt getal geeft de hoogste notering van een nummer aan.
2. ↑  2018 was het eerste jaar met een notering voor Camila Cabello.
3. ↑  Deze tabel is bijgewerkt tot en met de laatste editie (2024).

## Tournees
Tournees als solo-artieste
- 2018: Never Be The Same Tour

Voorprogramma
- 2013: I Wish Tour (Cher Lloyd) / Als lid Fifth Harmony
- 2014: Neon Lights Tour (Demi Lovato) / Als lid Fifth Harmony
- 2014: Live on Tour (Austin Mahone) / Als lid Fifth Harmony
- 2017: 24K Magic World Tour (Bruno Mars)
- 2018: Reputation Tour (Taylor Swift)

Tournees als Fifth Harmony-lid
- 2013: Harmonize America Mall Tour
- 2013: Fifth Harmony 2013 Tour
- 2014: Worst Kept Secret Tour
- 2015: Reflection Tour
- 2016-2017: 7/27 World Tour

- Bibliothèque nationale de France: cb17752706v (data)
- Gemeinsame Normdatei: 1153226499
- International Standard Name Identifier: 0000 0004 6320 5695
- Library of Congress Control Number: no2017083085
- MusicBrainz: 01b8b5bf-06cb-45da-85fb-61ada72fcd69
- Nationale Bibliotheek van Tsjechië: pag20201084703
- Nationale Bibliotheek van Israël: 987007375417005171
- Nederlandse Thesaurus van Auteursnamen: 423206850
- Système universitaire de documentation: 253871816
- Virtual International Authority File: 3599149919435306650002
- WorldCat: E39PBJqvXHYpX8ryP68DvBk7HC